# Ersmark (Skellefteå)
Ersmark is een plaats in de gemeente Skellefteå in het landschap Västerbotten en de provincie Västerbottens län in Zweden. De plaats heeft 865 inwoners (2005) en een oppervlakte van 149 hectare. Langs de plaats stroomt de rivier de Lassaggån en de Botnische Golf ligt op ongeveer vijf kilometer afstand.